# Vida útil
| Componente                          | Años    |
| Acueductos                          | .       |
| - Concreto cemento sólido           | 75      |
| - Acero                             | 50      |
| - Madera                            | 25      |
| Represas                            | .       |
| - Madera                            | 25      |
| - Tierra, concreto o en albañilería | 150     |
| - Piedra suelta                     | 60      |
| - Acero                             | 40      |
| Bombas                              | 18 - 25 |
| Tanques de agua                     | .       |
| - Concreto                          | 50      |
| - Acero                             | 40      |
| - Madera                            | 20      |
| Canales y diques                    | 75      |
| Barcazas                            | 12      |
| Conductos forzados                  | 50      |
| Equipo de construcción              | 5       |
| Equipo náutico p/ construcción      | 12      |
| Filtros                             | 50      |
| Generadores                         | .       |
| - Más de 3,000 kVA                  | 28      |
| - de 1,000 a 3,000 kVA              | 25      |
| - de 50 a 1,000 kVA                 | 17 - 25 |
| - menos de 50 kVA                   | 14 - 17 |
| Aerogeneradores                     | 20      |
| Hidrantes                           | 50      |
| Líneas de transmisión               | 30      |
| Medidores hidráulicos               | 30      |
| Pozos                               | 40 - 50 |
| Remolcadores                        | 12      |
| Tanques de distribución             | 75      |
| Tanques de coagulación              | 50      |
| Tanques tubulares                   | 50      |
| Tuberías de hierro fundido          | .       |
| - 2 a 4"                            | 50      |
| - 4 a 6"                            | 65      |
| - 8 a 10"                           | 75      |
| - más de 12"                        | 100     |
| Tuberías de concreto                | 20      |
| Tuberías de acero                   | .       |
| - Menos de 4"                       | 30      |
| - Más de 4"                         | 40      |
| Tuberías de fibro-cemento 6"        | 50      |
| Túneles                             | 100     |
| Turbinas hidráulicas                | 35      |
| Usinas generadoras                  | .       |
| - Combustible fósil                 | 28      |
| Conbustible de gasolina             | 20      |

La vida útil es la duración estimada que un objeto puede tener, cumpliendo correctamente con la función para el cual ha sido creado. Normalmente se calcula en horas de duración.
Cuando se refiere a obras de ingeniería, como carreteras, puentes, represas, etc., se calcula en años, sobre todo para efectos de su amortización, ya que en general estas obras continúan prestando utilidad mucho más allá del tiempo estimado como vida útil para el análisis de factibilidad económica.

## Ejemplos
- Carreteras: La vida útil es un parámetro al momento de su diseño. Se puede considerar 5, 10 o 20 años, lo que influirá en las características del pavimento y, por lo tanto, su factibilidad económica. La vida útil de la carretera puede verse afectada por el incremento del tráfico, o por cambios en la normatividad vial, si se incrementa la carga permitida por eje.
- Embalses: Generalmente se considera una vida útil, para efecto de cálculos económicos, de 20 a 25 años. Sin embargo , continuará prestando servicios por un tiempo mucho mayor. La vida útil de una represa puede verse afectada por un aumento del transporte sólido del río, lo que provocará un incremento del material sólido retenido en el vaso, reduciendo su capacidad de regularización de los caudales.
- Proyectos de Energía eléctrica:[1]
- - Generación termoeléctrica: 20 años
  - Generación hidroeléctrica: 50 años
  - Generación geotérmica: 50 años
  - Líneas de trasmisión: 30 años

## Vida útil en alimentación
Así como la caducidad, es la fecha límite hasta la cual podemos consumir un alimento sin que haya perdido sus propiedades, la vida útil es el nombre que se le da al periodo que transcurre desde su producción a su caducidad, es decir, el tiempo durante el cual el alimento conserva todas sus cualidades. El final de la vida de un alimento no sólo depende de que mantenga niveles mínimos de contaminación, sino también de que preserve sus cualidades físico-químicas (homogeneidad, estabilidad, estructura) y organolépticas (textura, sabor, aroma) 

### Análisis cualitativo
Así, para definir la vida útil de nuestros productos deberemos buscar el equilibrio entre la caducidad microbiológica y los aspectos sensoriales del producto. No servirá de nada que obtengamos un plato con una vida útil de seis semanas en cuanto a seguridad alimentaria, pero que en ese periodo haya perdido color, textura o aroma.
La contaminación de un alimento la podremos evitar de diferentes maneras:
- Trabajando en instalaciones perfectamente limpias y desinfectadas, incluso asépticas si es necesario.
- Sometiendo al alimento a temperaturas altas durante poco espacio de tiempo (esta práctica es poco recomendable para platos preparados)
- Realizando tratamientos a temperaturas medias durante tiempos más prolongados (esta es la práctica más frecuente para V gama)
- Adicionando conservantes, antioxidantes u otros aditivos que frenen el deterioro
- Aplicando otras tecnologías como la cocción al vacío, el envasado en atmósfera modificada, la pasteurización por microondas en continuo, la luz pulsada, incorporación de biocinas, uso de sistemas de barrera,...

### Plan de análisis microbiológico
Para comprobar la efectividad del tratamiento debemos realizar un plan de análisis microbiológicos que determinen el tiempo que el alimento sigue siendo apto para el consumo humano. La función del laboratorio es la de guiar para la elaboración de este plan; básicamente se trata de preparar en un mismo lote varias muestras que se irán analizando en diferentes fechas dentro de un periodo estimado (la primera a los dos días de producción, la segundo a la semana, la tercera a los 10 días, la cuarta a las dos semanas, la quinta a los 20 días,…). Para que estos resultados sean fiables debemos haber registrado todos los datos que afecten al producto (materias primas, proveedores y fechas de recepción, salas de trabajo, manipuladores, tratamientos y procesos, ingredientes, tiempos y temperaturas,…) y posteriormente reproducirlo en las mismas condiciones.

### Análisis de tiempo
Paralelamente, es imprescindible comprobar la evolución en el tiempo del producto. En un plan como el del laboratorio estableceremos las fechas en las que realizar las pruebas y la ficha de cata. En estos casos, será de gran importancia contar con la opinión objetiva de profesionales con experiencia en el análisis sensorial. Si están en nuestro equipo nos será de gran ayuda, pero si no es así podemos contratar los servicios de un panel de cata. De esta forma detectaremos variaciones indeseadas del alimento durante su almacenamiento. Si estas alteraciones son posteriores a la fecha de caducidad microbiológica determinaremos esta última como límite de la vida útil, de la misma forma en el caso contrario. 
Si deseamos prolongar la calidad organoléptica y las cualidades físico-químicas de nuestros productos deberemos tener en cuenta aspectos como las técnicas culinarias utilizadas, la maquinaria, la materia prima, el uso de algunos aditivos,… En este caso podemos remitirnos a una empresa que realice asesoramiento gastronómico o asesoramiento en el desarrollo de fichas técnicas.

### Conclusión
El sector alimentario y, sobre todo, las tecnologías aplicadas a la producción de quinta gama siguen creciendo y cada vez nos llegan mejores soluciones desde cualquier parte del mundo. Mantenerse actualizado y no dejar nunca de mejorar los procesos y fichas técnicas permitirá ir prolongando la vida útil de los productos y mejorando la calidad de los mismos.